# Chiesa di San Vincenzo (Riviera)
La chiesa di San Vincenzo è un edificio religioso romanico che si trova a Cresciano, frazione di Riviera in Canton Ticino.

## Storia
Il primo luogo di culto nel luogo che ospita l'odierna chiesa fu costruito nel XII secolo. Nel Cinquecento, tuttavia, l'edificio precedente fu sostituito da quello attuale, che conservò però il campanile precedente in stile romanico. A quest'ultimo, nel 1898, fu aggiunto (o radicalmente modificato) un sesto piano. Nel 1961 la chiesa fu ristrutturata.